# Пінг'юм
Пінг'юм (нід. Pingjum) — село в нідерландській провінції Фрисландія на узбережжі Ватового моря. Входить до муніципалітету Південно-Західна Фрисландія.
Його площа становить 13,31км², а населення станом на 2021 рік складало 585 осіб.
Перша згадка про населений пункт датується 13-им сторіччям.

## Галерея

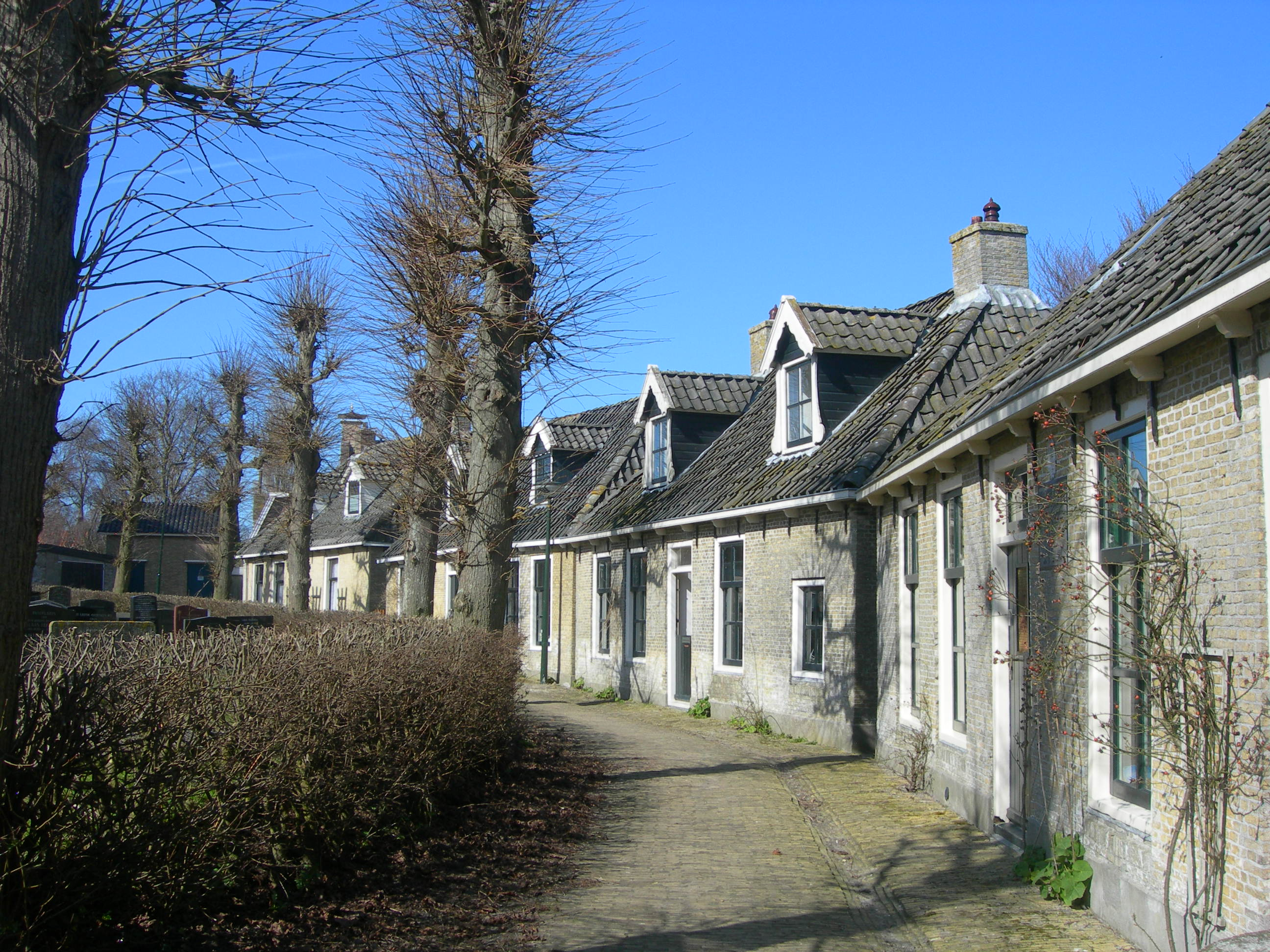
Сільська забудова
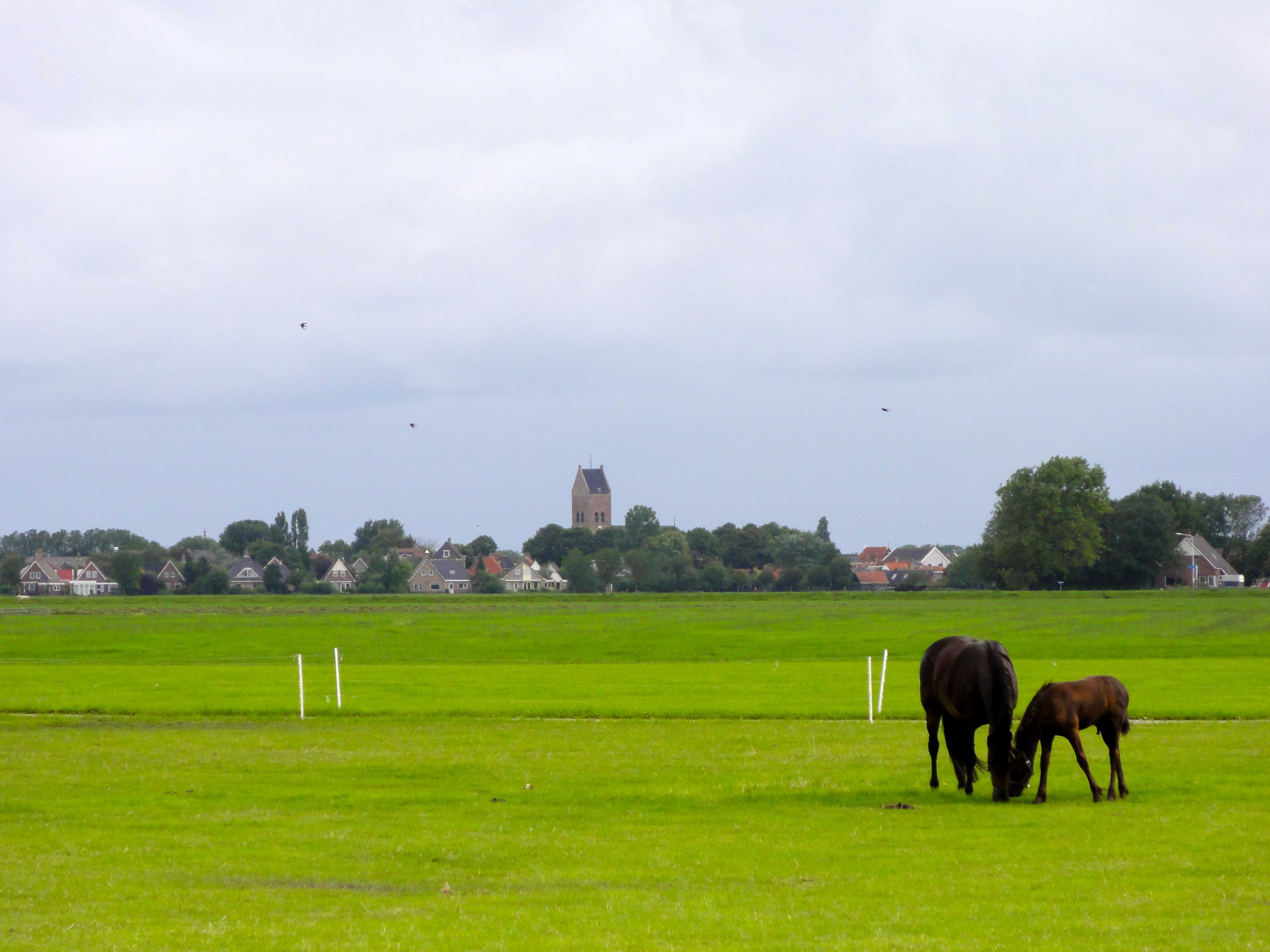
Вид на село
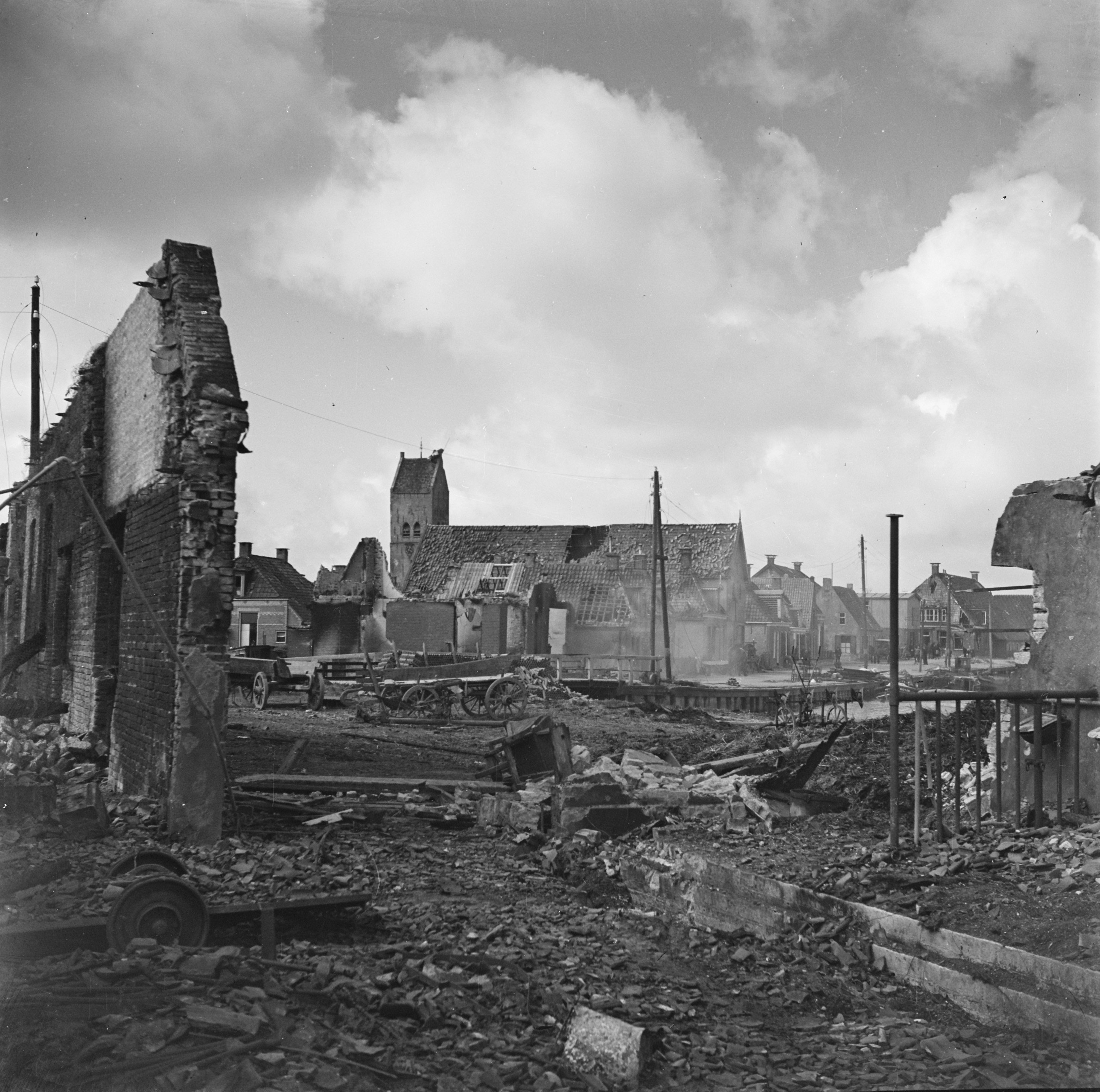
Руйнування під час Другої світової війни (18 квітня 1945)